# Attila Simon (biegacz)
Attila Simon (ur. 22 marca 1939 w Budapeszcie) – węgierski lekkoatleta, biegacz specjalizujący się w biegach średniodystansowych oraz długodystansowych, dwukrotny olimpijczyk.
Zajął 7. miejsce w biegu na 3000 metrów z przeszkodami na igrzyskach olimpijskich w 1960 w Rzymie. Ten wynik powtórzył na igrzyskach olimpijskich w 1964 w Tokio. W Tokio startował również w biegu na 1500 metrów, w którym zajął 9. miejsce z czasem 3:49,1.
Syn Istvána Simona, długodystansowca. 

## Rekordy życiowe
Rekordy życiowe Simona:
- bieg na 1500 metrów – 3:42,6 (15 sierpnia 1964, Budapeszt)
- bieg na 2000 metrów – 5:15,2 (17 maja 1964, Budapeszt)
- bieg na 3000 metrów – 7:59,6 (29 maja 1963, Budapeszt)
- bieg na 5000 metrów – 14:01,4 (12 lipca 1964, Budapeszt)
- bieg na 3000 metrów z przeszkodami – 8:40,6 (26 czerwca 1960, Budapeszt)